# Eugenia Dushina
Eugenia Dushina (* 1986 in Moskau) ist eine russische  Opernsängerin (Dramatischer Sopran).

## Karriere
Eugenia Dushina absolvierte das Tschaikowsky-Konservatorium in Moskau und begann ihre Gesangskarriere auch in Russland, wo sie auf zahlreichen Opernbühnen auftrat. Sie war Mitglied des Ensembles des historischen Moskauer Natalja-Sats-Musiktheaters.
2016 zog sie nach Westeuropa, um ihre Karriere weiterzuentwickeln. Während sie 2017 ihr Aufbaustudium an der Universität für Musik und darstellende Kunst Wien abschloss, gab sie ihr Europadebüt als Nedda in Pagliacci für das Festival Oper Klosterneuburg in Wien und wurde angeblich von der österreichischen Zeitung „Kurier“ als „die Entdeckung des Abends“ gefeiert.
Seit 2017 ist sie freiberufliche Opernsängerin und hat ihr Repertoire um mehrere Hauptrollen erweitert, darunter Violetta Valery in La traviata von Verdi und Leila in Les pêcheurs de perles von Bizet.
Den Beginn der Saison 2018–2019 eröffnete Duschina mit einem großen Debüt in Asien beim Südkorea/Daegu Opera Festival in Zusammenarbeit mit dem Operettenfestival Seefestspiele Mörbisch. Im Oktober präsentierte sie die Rolle der Hanna Hlawari von „Lustige Witwe“ von Lehar. Sie sang als Nedda in der Inszenierung „Pagliacci“ von Dalia Ibelhauptaite in Litauen. Es folgte das Debüt mit Liu in der Koproduktion des Nationaloperntheater Vilnius und der Königlichen Oper von Madrid in der Oper von Puccini Turandot unter dem Regisseur Robert Wilson. Im Sommer debütierte sie als Giulietta in „Les contes d‘Hoffmann“ von J. Offenbach an der Oper Klosterneuburg in Wien.
Engagements im Zeitraum 2022–2024 sind Micaela in „Carmen“, Cio-cio-San in Madame Butterfly und Nedda in „Pagliacci“ an der Oper Bergen, Rosalinde in „The Bat“ auf Israel-Tournee mit dem Jerusalem Symphony Orchester, Agnessa in „Orléans Maiden“ beim Erfurter DomStufen-Festspiel, eine Konzerttournee in China mit der Wien Klang Sinfonietta, Donna Elvira in Lübeck, Maria in „Mazepa“ in Biel/Solothurn, Verdi-Galakonzert in der Isarphilarmonie mit den Münchner Symphonikern sowie Engagements als Cover am Königlichen Theater La Monnaie in Brüssel in „Die Nase“ von Schostakowitsch und in der Hauptrolle der Milittrisa in „Märchen vom Zaren Saltan“ von Rimski-Korsakow.

## Rollen (Auswahl)
Oper
- Bizet:Micaella „Carmen“
- Bizet:Leila „Les pecheurs de perles“
- Janaček: „Katja Kabanova“
- Korngold: Marietta „Die tote Stadt“
- Leoncavallo: Nedda „Pagliacci“
- Mozart: Donna Elvira „Don Giovanni“
- Offenbach:Giulietta, Antonia „Les contes d’Hoffmann“
- Puccini: Mimi, Musetta „La Boheme“
- Puccini: Liu „Turandot“
- Puccini: Madame Butterfly
- Puccini: Tosca
- Rimskiy-Korsakow: Fevronia „Legend of the Invisible City of Kitezh“
- Rimskiy-Korsakow: Millitrisa „Tsar Saltan“
- Tchaikovsky:Tatyana „Eugene Oneghin“
- Tchaikovsky:Iolanta „Iolanta“
- Tchaikovsky: Liza „Pik Dame“
- Tchaikovsky: „Jungfrau von Orléans“ Agnessa, Jeanne d‘Arc
- Schostakowitsch: Praskovja Osipovna, Respectable Lady, Mother, Donuts Seller, Podtochinas Daughter, Voice in cathedral
- Verdi:Alice „Falstaff“
- Verdi: Violetta „La Traviata“
- Verdi: Leonora „Trovatore“
- Schumann:Gretchen, Poeticum etc… „Faust scenes“
- Gounod: Marguerite „Faust“
- Rachmaninow: Francesca da Rimini, Aleko-Zemfira

Operette
- Lehar: Hanna „Lustige Witwe“
- Strauß: Rosalinde „Fledermaus“
- Kalman: Mariza

Konzertrepertoire:
- Beethoven „Symphony 9“
- Bruckner „Te Deum“
- Mendelssohn „Lobgesang“
- Mozart „Requiem“
- Mozart „Orgelsolomesse“ in C
- Haydn „Nelsonmesse“
- Orff „Carmina Burana“
- Verdi „Requiem“
- Dvorzak Messe D-dur
- Mahler „Symphony 4“
- Richard Strauss „Vier letzte Lieder“
- Wagner „Wesendonck Lieder“

Bereit zu singen
- Prokofjew: Krieg und Frieden – Natascha,
- Spieler – Polina, Feuriger Engel – Renata
- Verdi „Aida“
- Verdi: Desdemone „Otello“
- Puccini „Manon Lescaut“